# Örflyet
Örflyet är en sjö i Arvika kommun i Värmland och ingår i Göta älvs huvudavrinningsområde. Sjön har en area på 0,0868 kvadratkilometer och ligger 277,2 meter över havet.

## Delavrinningsområde
Örflyet ingår i det delavrinningsområde (665936-131793) som SMHI kallar för Inloppet i Storeken. Medelhöjden är 275 meter över havet och ytan är 17,92 kvadratkilometer. Räknas de 2 avrinningsområdena uppströms in blir den ackumulerade arean 45,64 kvadratkilometer. Bortaälven (Lillekälven) som avvattnar avrinningsområdet har biflödesordning 4, vilket innebär att vattnet flödar genom totalt 4 vattendrag innan det når havet efter 317 kilometer. Avrinningsområdet består mestadels av skog (80 procent). Avrinningsområdet har 0,72 kvadratkilometer vattenytor vilket ger det en sjöprocent på 4 procent.